# Dollmania
Dollmania is een geslacht van vlinders van de familie spinners (Lasiocampidae).

## Soorten
- D. cuprea (Distant, 1897)
- D. flavia (Fawcett, 1915)
- D. marwitzi (Strand, 1913)
- D. plinthochroa Tams, 1930
- D. purpurascens (Aurivillius, 1909)
- D. reussi (Strand, 1913)